# Adam Rainer
Adam Rainer (1899 - 4 tháng 3, 1950) sinh ra tại thành phố Graz, Áo là người nhất trong lịch sử được ghi nhận là vừa lùn và vừa cao khổng lồ. Cha mẹ của ông hoàn toàn bình thường. Người ta tin rằng ông bị chứng bệnh acromegaly.
Khi Chiến tranh thế giới thứ nhất nổ ra, Rainer có ý định nhập ngũ, nhưng với chiều cao 138 cm, ông bị coi là quá lùn và yếu ớt. Một năm sau, ông lại tham gia nhập ngũ và mặc dù ông đã cao thêm 6 cm, quân đội lại từ chối chiều cao khiêm tốn của ông.
Năm 19 tuổi, Adam Rainer được coi là một người lùn với chiều cao 143 cm (thấp hơn 4 cm so với mức chiều cao trung bình thời đó là 147 cm).
Năm 21 tuổi, mọi chuyện đã thay đổi. Rainer bất ngờ tăng chiều cao với tốc độ chóng mặt.
Trong vòng một thập kỷ tiếp theo, chiều cao của ông tăng lên từ 147 cm lên đến 218 cm. Năm 1931, Rainer đã cao vụt lên 218 cm. Trong thời gian này, Rainer mắc bệnh vẹo xương sống ngày càng nghiêm trọng.
Giữa năm 1930 và 1931, A. Mandl và F. Windholz - hai bác sĩ - quyết định kiểm tra trường hợp của Adam Rainer sau khi họ phát hiện chứng bệnh To đầu chi (bệnh to cực), một bệnh khá hiếm. Thủ phạm gây nên tình trạng phát triển đột ngột của ông là một khối u trong tuyến yên khiến hormone tăng trưởng tiết ra quá nhiều. Khối u khiến chân, tay của bệnh nhân to bất thường, trán và cằm nhô ra, môi dày, răng thưa không khít nhau. Hai bác sĩ quyết định phẫu thuật dù họ biết tỷ lệ thành công rất thấp vì khối u đã phát triển trong một thập kỷ. Vài tháng sau khi ca phẫu thuật diễn ra, họ đo lại chiều cao của Rainer. Chiều cao của ông không tăng, nhưng chứng vẹo xương sống trở nên nghiêm trọng hơn. Rainer phải đi giày siêu ngoại cỡ đặt đóng riêng, cùng trọng lượng cơ thể là 109 kg khiến ông rất khó khăn trong việc di chuyển với chiều dài bàn tay là 23,9 cm và bàn chân là 33,3 cm..
Các bác sĩ nhận ra Rainer vẫn tiếp tục phát triển nhưng với tốc độ chậm hơn. Sức khỏe của Adam Rainer bắt đầu giảm dần. Ông mất khả năng nhìn bằng mắt phải và mất khả năng nghe ở tai bên trái. Theo thời gian, biến dạng ở cột sống trở nên rõ rệt khiến Rainer nằm liệt giường. Năm 51 tuổi, ông qua đời với chiều cao 2,33 mét (một số tờ báo đưa tin ông có chiều cao 2,38 mét).

## Kỷ lục Guinness
Adam Rainer là người duy nhất trong lịch sử tính đến thời điểm hiện nay được Sách Guinness ghi nhận là người duy nhất trên thế giới thuộc về cả nhóm người lùn lẫn người khổng lồ.